# Laura Martignon
Laura Martignon es una profesora colombiana e italiana y una científica. Desde el 2003 trabaja como profesora de Matemáticas y Educación Matemática en la Universidad de Ludwigsburg y es Científica Asociada del Instituto Max Planck del Desarrollo Humano en Berlín, donde ella anteriormente trabajó como investigadora. Ella también trabajó diez años como profesora de Matemáticas en la Universidad de Brasilia y pasó un periodo de un año y medio en la Universidad hebrea de Jerusalem con una Beca de Investigación del Gobierno de Israel.

## Formación
Martignon obtuvo un Grado en Matemáticas en Universidad Nacional de Colombia en Bogotá (1971), un Máster en Matemáticas (1975) y un PhD en Matemáticas en la Universidad de Tübingen (1978). Obtuvo su Habilitación alemana en Neuroinformatica en la Universidad de Ulm, Alemania, en 1998.

## Contribuciones académicas

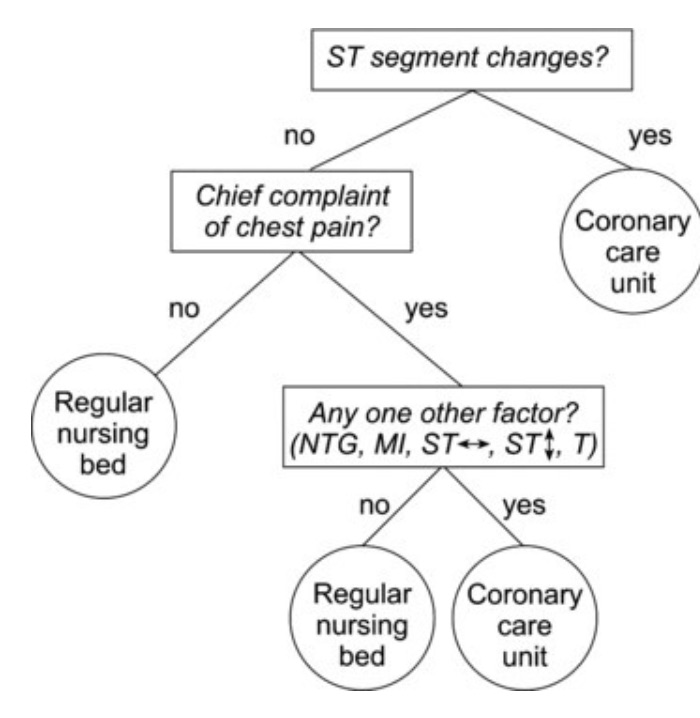
Un ejemplo de Fast-and-Frugal Tree

Martignon se especializó en Educación Matemática y, como matemática aplicada, en Modelamiento Matemático. Como modeladora colaboró y aún colabora en contextos científicos interdisciplinares. Aplicó análisis funcional en los criterios de determinación de Física para la aplicabilidad de transformadas integrales en cálculos de reacción de n cuerpos (  ) y construcción de espacios de Hilbert para la incorporación adecuada de observables y matrices de densidad (). En Neuroinformática colaboró en equipos de neurociencia modelando la sincronización en eventos de clavado de grupos de neuronas, validando y probando las primeras medidas robustas de tales fenómenos ().Sin embargo, sus principales contribuciones como modeladora matemática han sido en los campos de razonamiento probabilístico y toma de decisiones. En 1995 fue uno de los miembros fundadores del Centro ABC, es decir, el Centro de Comportamiento Adaptativo y Cognición, dirigido por Gerd Gigerenzer bajo el superviciòn de la Max Planck Society , primero en Múnich (1995-1997) y luego en Berlín ( desde 1997). Con sus colegas de ABC, modeló la take-the-best heuristic como un modelo de decisión lineal no compensatorio que caracteriza su racionalidad ecológica . Es más conocida por haber conceptualizado y definido los árboles rápidos y frugales (fast-and-frugal trees) para la clasificación y la decisión probando sus propiedades fundamentales y creando un puente teórico del concepto de frecuencias naturales a simples, fast-and-frugal heuristics.
Hoy su trabajo sobre razonamiento y toma de decisiones motiva la mayor parte de su investigación en Educación Matemática. Con Stefan Krauss y otros colegas - tanto de ABC como de su Instituto de Matemáticas de la Universidad de Ludwigsburg - ha propagado los principios del Grupo ABC sobre las ventajas de los formatos de información natural y la simple heurística del razonamiento como un tema para la Educación Matemática, Campo de la educación probabilística Con Gerd Gigerenzer y Ulrich Hoffrage, así como con otros miembros del Harding Center , está propagando Alfabetización de Riesgo entre niños y jóvenes. Después de haber analizado el razonamiento probabilístico durante décadas, ahora también colabora con Keith Stenning , estudiando el juicio libre de probabilidades basado en lógicas derogables y su impacto en la Educación Matemática.
También ha realizado investigaciones en el campo de Género y Educación Matemática dirigiendo un proyecto sobre el tema en su Universidad y fundando la publicación Mathematik und Gender.

## Selección de publicaciones
Libros
- Simple Heuristics that Make us Smart (1999) Gigerenzer, Todd and the ABC Group, Oxford University Press
- Nachhaltigkeit und Gerechtigkeit (2008) de Haan, G., Kamp, G., Lerch, A., Martignon, L., Müller-Christ, G., Nutzinger, H.G., Springer: New York
- Matrizes Positivas - Impa Press.